# جورج فهد
جورج فهد (1936 - 30 آذار 2012) مطرب سوري ملقَّب بمطرب الأغنية الساحلية، ونقيب الفنانين سابقًا في محافظة اللاذقية، وهو والد الممثل عابد فهد، والمخرج عامر فهد.

## سيرته
جورج فهد كان من الجيل الذي أسس بشكل فعلي لأغنية سورية أصيلة نمت وتطورت على أيادي جورج والجيل الفني الذي عاصره، وساهم في تنمية الحركة الموسيقية في مدينة اللاذقية من خلال رئاسته لفرع نقابة الفنانين في اللاذقية؛ حيث اهتم كثيرًا بالمهرجانات الفنية وكذلك الفنانين على الصعيدين الاجتماعي والفني.

## وفاته
توفي جورج فهد في 30 آذار 2012، بعد صراع طويل مع مرض عُضال، وشُيِّع جُثمانه ودُفن في مدينة اللاذقية.

## وصلات خارجية
- المطرب السوري جورج فهد - وصلة أغان منوعة - تسجيل استوديو
- يكون بعلمك أنا مش فاضي.. غناء المطرب جورج فهد